# Hästholmsvarvet

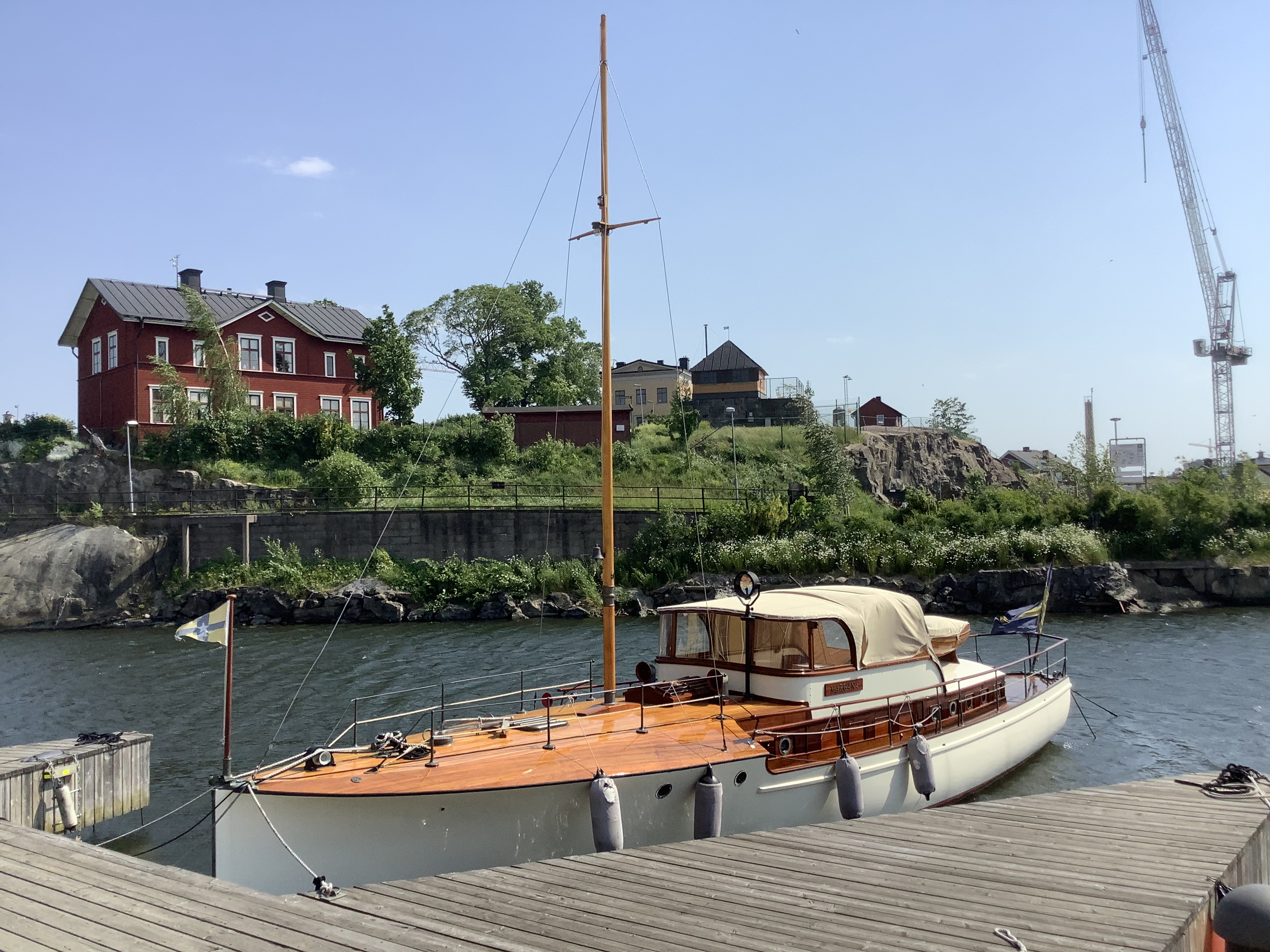
M/Y Margana, ursprungligen Independance II, byggd på Hästholmsvarvet 1919 åt varvets ägare Kurt Heinecke.

Hästholmsvarvet var ett svenskt fritidsbåtvarv.

## Historik
Hästholmsvarvet var ursprungligen ett varv som byggde pråmar på Hästholmen, nuvarande Kvarnholmen i Nacka. År 1906 anställde varvet den nyexaminerade båtbyggaren Knut Ljungberg som konstruktör. Med denne utvecklades varvet till att bygga för den växande motorbåtsmarknaden. År 1907 sjösattes varvets första motorbåt, den 14 meter långa salongsbåten Elsa. 
KSSS och KAKs motorbåtsavdelning anordnade 1910 Sveriges första långdistanstävling till havs på sträckan Nynäshamn - Göteborg. Den vanns av den 15 meter långa Standard, som konstruerats av Knut Ljungberg. Varvet ägdes vid denna tid av Kurt Heinecke.
Varvet köpte 1917 in en tomt vid Kyrkvikens mynning på Gåshaga i Lidingö och uppförde där en ny varvsanläggning för fritidsbåtar, dit företaget flyttade i oktober. Knut Ljungberg var nu chef för företaget. Han sade upp sig 1923, varefter han köpte den tidigare anläggningen på Hästholmen och byggde båtar där under namnet Nya Yachtvarvet 1923-26. 
Under några år på 1920-talet var Yngve Holm varvschef på Hästholmsvarvet i Gåshaga.  Under den senare hälften av 1930-talet var Hugo Schubert chef. Varvet fanns kvar till 1951, med Knud Reimers som siste ägare. Harry Becker arbetade där som konstruktör från 1947.

## Byggda båtar i urval
- 1911 M/Y Indepéndance, ritad av Carl Gustaf Pettersson åt Hästholmsvarvets ägare Kurt Heinecke[1]
- 1913 M/Y Loris, ritad av Knut Ljungberg för Ivar Kreuger
- 1919 Skärgårdskryssaren SK150 Singoalla, ritad av Gustaf Estlander[4]
- 1919 M/Y Margana (ursprungligen Independance II), ritad av Knut Ljungberg och byggd för Kurt Heinecke